# 瑞浪市役所
瑞浪市役所（みずなみしやくしょ）は、地方公共団体である岐阜県瑞浪市の組織が入る施設（役所）。

## 概要
- 本庁舎（1974年完成）、東分庁舎（1977年完成）、西分庁舎（1981年完成）がある。これらの庁舎は全て上平町一丁目にあるが、それぞれ徒歩2～3分程度離れている。西分庁舎は元々は保健センターとして建設されたが、2014年（平成26年）に現在の保健センターが完成すると西分庁舎として改修され、2016年（平成28年）4月より供用されている。
- 1954年（昭和29年）に瑞浪市発足時の庁舎は、寺河戸町1043番地の2に新築された。現在の庁舎が完成後も建物は残されていたが、2020年（令和2年）に取り壊された。

## 業務時間
- 月曜日から金曜日の8時30分から17時15分（土曜日・日曜日・祝日・年末年始を除く）

## 業務内容
- 総務課
- 企画政策課
- 秘書課
- 税務課
- 市民課
- 市民協働課
- 生活安全課
- 社会福祉課
- 子育て支援課
- 高齢福祉課
- 保険年金課
- 健康づくり課
- 農林課
- 商工課
- 環境課
- 土木課
- 都市計画課
- 上下水道課
- 議会事務局

## コミュニティセンター
稲津コミュニティーセンター
- 岐阜県瑞浪市稲津町小里697-1

釜戸コミュニティーセンター
- 岐阜県瑞浪市釜戸町2673-1

大湫コミュニティーセンター
- 岐阜県瑞浪市大湫町422-1

日吉コミュニティーセンター
- 岐阜県瑞浪市日吉町4093-2

陶コミュニティーセンター
- 岐阜県瑞浪市陶町猿爪405-1

## 交通アクセス
- 中央本線「瑞浪駅」下車、徒歩約12分。
- 瑞浪市コミュニティバス瑞浪中央線、山田線「市役所前」バス停より徒歩約1分。
- 瑞浪市コミュニティバス学校線、土岐線、萩原線「市役所北」バス停より徒歩約2分。